# ETesty (informační systém)
eTesty je zkušební a výukový informační systém Ministerstva dopravy ČR. Slouží k vykonávání elektronických testů pro žadatele o řidičské oprávnění, profesní způsobilost řidiče a odbornou způsobilost dopravců.

## Z historie
2006Ministerstvo dopravy zveřejňuje webové stránky Elektronické testy. a současně začíná testy zpřístupňovat z domény etesty.mdcr.cz (testovací verze zkoušky uchazečů o řidičské oprávnění).
2015Ministerstvo dopravy začíná nové rozhraní testů zpřístupňovat z domény etesty2.mdcr.cz.
2019V roce 2019 upozornily Autoškolské noviny na to, že aplikace je částečně nefunkční, např. se nezobrazují obrázky křižovatek. MD na dotaz novin uvedlo, že pro plnou funkčnost aplikace doporučuje prohlížeč Internet Explorer verze 8 a vyšší. Dále uvedlo, že je srozuměné s končící podporou Adobe Flash a je připraveno pro úpravu systému. Ministerstvo dopravy objednalo t. r. u státního podniku CENDIS úpravu systému, která spočívala v nahrazení obsahu ve formátu Flash za technologii HTML5.
2020Upgrade IS eTesty. Úpravy se týkají změny protokolu TLS na vyšší verzi, vložení sekce videí Hazard Perception, začlenění bodových informací pro žadatele před spuštěním zkušebních testů pro skupinu „B“, zajištění možnosti tisku jednotného formuláře záznamu o zkoušce z praktické jízdy atd.